# 530 TCN
530 TCN là một năm trong lịch La Mã.

## Sinh
- Aristides, chính khách Athena (mất 468 TCN)
- Onomacritus, người Hy Lạp (mất 480 TCN)
- Pheidippides, người Hy Lạp (mất 490 TCN)